# SO-01D
docomo NEXT series Xperia PLAY SO-01D（ドコモ ネクスト シリーズ エクスペリア プレイ エスオー ぜろいち ディー）は、ソニー・エリクソン・モバイルコミュニケーションズ（現：ソニーモバイルコミュニケーションズ）製のNTTドコモ向けスマートフォン。ドコモの第3世代移動通信システム（FOMA）端末である。docomo NEXT seriesのひとつ。

## 概要

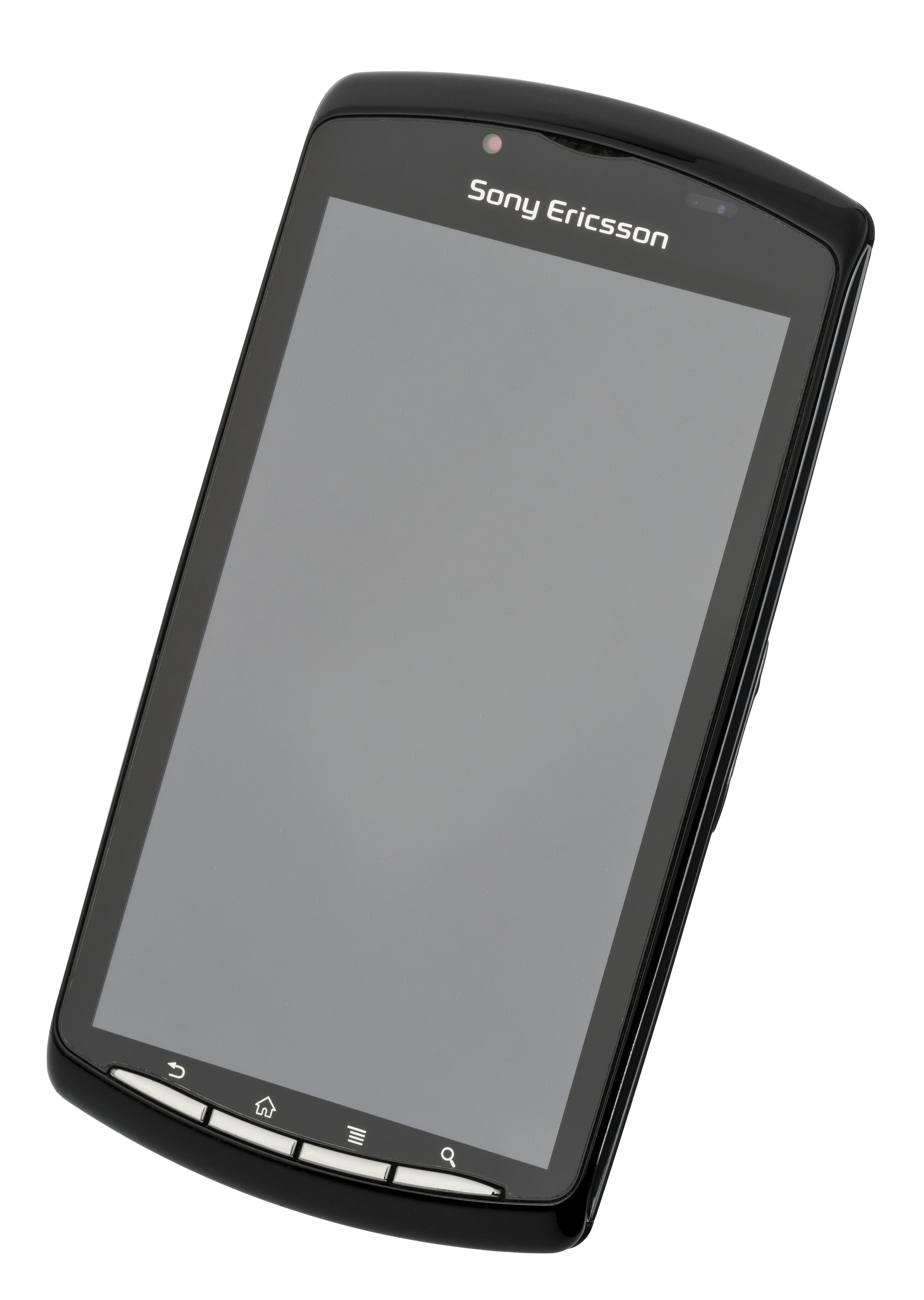
クローズ状態

形状は横スライドだが、ゲームキー（, , , キーと十字キーさらにタッチパッド）が搭載されている。またステレオスピーカーを搭載している。
通信方式はドコモの方式に基づいたW-CDMA（FOMAハイスピード 14Mbps）に対応となるが、海外仕様モデルではCDMA2000にも対応しているものもある。
そのほかWi-Fiにも対応しておりIEEE802.11b/g/nも対応しており、同時接続5台までのテザリングにも対応する。
一見ゲーム機が目立つ端末ではあるが、これまでのXperiaシリーズ同様、Twitterやmixi、FacebookといったSNSやメール、発着信履歴などを一元管理する「Timescape」や、ウォークマンの技術を使ったミュージックプレーヤーといった機能も搭載されている。なお、2011年以降の日本向けXperiaシリーズでは珍しく、FMラジオの受信機能が無い（SO-01B以来）。
Facebook insideに対応しミュージックプレイヤーやギャラリーなどの機能がFacebookと連携する。
専用の「電池パック SO04」は、SO-01Bと同じく、海外のBST-41にドコモ型番を貼り付けたものを採用している。
ACアダプタは付属される「ACアダプタケーブル SO03」を標準使用する形になっているが、2011年冬モデル発売以降に販売開始された「ACアダプタ 03」（パナソニック モバイルコミュニケーションズ製、microUSBコネクタを持つ端末用のACアダプタ）は、2011年12月時点では利用可能オプションとして総合カタログに掲載されておらず、この時点では公式に利用可能とはなっていない。

### バージョンアップ
本機種は海外版においてAndroid 4.0へのバージョンアップが検討されていたが、OSをバージョンアップした場合にゲームが快適に動かない場合があるためバージョンアップを断念した。その結果、「2011年のXperiaシリーズで全くOSバージョンアップがされない唯一の機種」となった。またドコモ版もバージョンアップが検討されていたが、こちらもメモリ（RAM）不足の可能性があるためとして、2011年に発売したXperiaシリーズ（本機の他、SO-01C、SO-02C、SO-03C）と富士通製のF-12C共々バージョンアップを断念している。その結果、ドコモの2010年冬春モデルと2011年夏秋モデルでAndroid 4.0へバージョンアップされたのはGALAXY S II SC-02Cのみとなった。

### 音楽機能
レーベルゲートがウォークマンなどにも提供している、国内最大の音楽配信サイトであるmoraの楽曲を、スマートフォンで購入、ダウンロードできるmora touchが引き続き搭載されている。本端末ではspモードのコンテンツ決済に対応しているため、楽曲の購入代金は携帯電話の通話料などと合わせて清算することもできる。他のXperiaシーリーズと同様「TrackID」と連携しており、流れている曲を検索して、YouTubeで関連情報の検索結果へアクセスでき、「mora touch」で楽曲のダウンロードも可能となる。ミュージックプレイヤー再生中にinfiniteボタンを押すと、再生中のアーティストのWikipedia情報やGoogleでの歌詞情報、YouTubeでのアーティストビデオ情報などを自動的に検索する。
着信音設定ボタンにタッチするだけで、再生中の楽曲を手軽に着信音に設定できる。
ミュージックプレーヤーはソニーのウォークマンの技術が継承されており、10種類の中から最適な音質を選べるイコライザ設定などが搭載されている。
取り込んだ音楽を着信音にすることが可能なほか、DLNAやxLOUDにも対応している。
パソコン上で音楽、動画、写真を編集管理するアプリケーションであるMedia GoとXperiaのメディアスケープをUSBケーブル等を使って同期することができる。Media GoではCDなどからの音楽の取り込みだけでなく、iTunesやWindows Media Player、x-アプリの音楽ファイルを取り込むことも可能である。

### メール・ブラウザ
ブラウザではFlash Player 10.3、JavaScript、HTML5がアドオンされており、パソコンとほぼ同等の動きのあるサイトの閲覧が可能となっている。また、動画サイトもブラウザで表示させたり、Flashゲームも楽しむことができる。
メールにおいてはGmailやPOP、IMAPのメールがサポートされているほか、iモードメールと同じ@docomo.ne.jpのプッシュ型のキャリアメールが利用できるように、spモードアプリがプリインストールされている。Gmailにおいては複数アカウントでプッシュメールが利用できる。また音声入力メールが対応している。
それに加えspモードでは、My docomoのID発行や、ケータイデータお預かりサービスとの連携が可能な電話帳のバックアップを利用することができる。
緊急地震速報やその他緊急速報を受信するエリアメールに対応している。

## PlayStation Certified

PlayStation Certifiedに対応した機器に付けられるマーク

ソニー・コンピュータエンタテインメント（SCE）のライセンスプログラム「PlayStation Certified」（PlayStation Mobile）に世界で初めて対応したスマートフォンである。
初代PlayStation向けゲームである『クラッシュ・バンディクー』と『みんなのGOLF2』がプリインストールされている。他にもXperia Play向けのAndroid向けゲームが搭載されているが海外版に比べ少なくなっている。

## アプリケーション
前述のとおり、PlayStation Storeからプレイステーションの名作アプリをダウンロードすることが可能となっている他、Xperia PLAY向けに最適設計されたゲームを管理・購入できるウィジェット「Xperia PLAY Game Launcher」も搭載されており、さまざまなゲームメーカーが提供するゲームの中から、本機種に対応したソニー･エリクソンお薦めのゲームを紹介する。
通常のAndroid向けアプリケーションも利用可能であり、Androidマーケット及びドコモマーケットのほか、ソニー・エリクソンが用意するPlayNowやAPPNAVIから30万を超えるアプリケーションのダウンロードが可能。またAndroid 2.2以降の特徴である、SDカードへのインストールも可能となっている。日本円に対応したアプリケーションでは、携帯電話料金課金に対応している。

### プリインストールアプリ
- Sony Ericsson Store
- PlayStation Store
- PlayStation pocket - ゲームの管理アプリケーション
- Game shortcut - ゲームのショートカットをホーム画面に表示する
- Xperia PLAY Game Launcher
- Sony Ericsson Timescape
- Sony Ericsson Home
- Gmail　SPモードメール Eメール
- 更新センター
- LiveWareマネージャ - ヘッドホンジャックにイヤホンを挿入するだけで、FMラジオやミュージックプレイヤーを起動する
- キャンペーンナビ
- PlayNow
- APPNAVI
- Facebook Inside
- Twitter
- ドコモマーケット
- iチャネル
- 2Dfacto
- BeeTV
- E★エブリスタ
- Evernote
- 地図アプリ
- メロディコール
- 楽天オークション
- メロディコール
- 電話帳コピーツール
- ドコモマーケット
- ドコモあんしんスキャン
- 緊急速報エリアメール
- ドコモ海外利用アプリ
- 取扱説明書
- Gガイド番組表
- 音声検索
- Googleマップナビ
- Googleマップ　Latitude
- Google検索
- Android マーケット
- カレンダー
- Gmail
- Google Talk
- YouTube
- マクドナルドLauncher
- ecoモード

### プリインストールゲーム
- クラッシュ・バンディクー
- みんなのGOLF2
- アスファルト6：Adrenaline HD
- Star Battalion HD
- BRUCE LEE DRAGON WARRIOR

## 対応言語
以下の言語の入力、及び表示が可能となっている。
日本語、中国語 簡体字、中国語 繁体字、チェコ語、オランダ語、英語（英国）、英語（米国）、フランス語、ドイツ語、イタリア語、ノルウェー語、ポーランド語、ロシア語、スペイン語、スウェーデン語、トルコ語他

## 機能
| 主な対応サービス                                 | 主な対応サービス                            | 主な対応サービス                       | 主な対応サービス                              |
| ------------------------------------------------ | ------------------------------------------- | -------------------------------------- | --------------------------------------------- |
| タッチパネル／加速度センサー                     | Xi／FOMAハイスピード14Mbps(受信)送信5.8Mbps | Bluetooth                              | DCMX／おサイフケータイ／赤外線／トルカ        |
| ワンセグ                                         | メロディコール                              | テザリング                             | WiFi IEEE802.11b/g/n                          |
| GPS                                              | spモード／Eメール／電話帳バックアップ       | デコメール／デコメ絵文字／デコメアニメ | iチャネル                                     |
| エリアメール／ソフトウェアーアップデート自動更新 | デジタルオーディオプレーヤー(WMA)(MP3他)    | GSM／3Gローミング（WORLD WING）        | フルブラウザ／Flash Player 10.3               |
| Androidマーケット／ドコモマーケット              | Gmail／Google Talk／YouTube／Picasa         | バーコードリーダ／名刺リーダ           | ドコモ地図ナビ／Google Maps／ストリートビュー |

## 歴史
- 2011年3月3日 - 米国連邦通信委員会(FCC)通過。
- 2011年7月1日 - 電気通信端末機器審査協会(JATE)通過。
- 2011年8月3日 - 技術基準適合証明（TELEC）通過。
- 2011年9月14日 - NTTドコモより発売が発表される。
- 2011年10月26日 - 発売開始。
- 2012年3月26日 - NTTドコモよりAndroid 4.0へのバージョンアップについて検討していることを発表[4]。
- 2012年7月2日 - Android 4.0へのバージョンアップを断念[2]。